# Ortolan
Ortolan, trznadel ortolan (Emberiza hortulana) – gatunek małego ptaka wędrownego z rodziny trznadli (Emberizidae), zamieszkujący większość Europy oraz zachodnią i środkową Azję. Zimuje w Afryce Subsaharyjskiej. Jego liczebność spada, ale nie jest zagrożony wyginięciem.

## Systematyka
Gatunek monotypowy. Opisano podgatunek elisabethae z północno-zachodniej Mongolii, który rzekomo miał się różnić intensywnością kolorów upierzenia, jednak różnice te są spowodowane zmiennością osobniczą i podgatunek ten nie jest obecnie uznawany.
Drugi człon nazwy naukowej hortulana pochodzi od łacińskiego słowa hortus – ogród.

## Morfologia
Wielkości wróbla. Długość ciała 15–16 cm, masa ciała około 25 g. U samca głowa popielata, występuje żółty wąs i śliniak. Grzbiet rdzawobrązowy z czarnobrązowymi plamkami. Strona brzuszna cynamonowobrązowa, pierś zielonkawoszara. Dziób jest czerwonawy, oczy i nogi brązowe. Samice ubarwione bardziej blado, z prążkowaną piersią. Są nieznacznie mniejsze od samców, także ich obrączka oczna wykazuje mniejsze rozmiary.
W odróżnieniu od innych trznadli, ortolan odbywa dwa pierzenia. W lipcu wymieniają wszystkie pióra, zaś na przedwiośniu jedynie drobne pióra okrywowe, dzięki czemu samce przybierają swoje ozdobne barwy.

## Zasięg występowania
W Europie gniazduje niemal na całym kontynencie, z wyjątkiem Wysp Brytyjskich oraz północnych części Skandynawii i Rosji. W zachodniej Europie występuje wyspowo, nie na całym obszarze. Do tego obszary lęgowe występują od Palestyny i Turcji po Iran i Mongolię. Zimuje w północnej części Afryki Subsaharyjskiej, zimujące ptaki spotykano też na Półwyspie Arabskim i w Indiach. Przeloty IV–V i VIII–IX.
W Polsce średnio liczny ptak lęgowy niżu, choć rozmieszczony nierównomiernie i miejscowo może być liczny. Najliczniej występuje na Podlasiu, wschodnim Mazowszu, południowej Wielkopolsce i na Ziemi Łódzkiej, mniej licznie w południowej Polsce, północnej Wielkopolsce i na Kujawach. 

## Lęgi

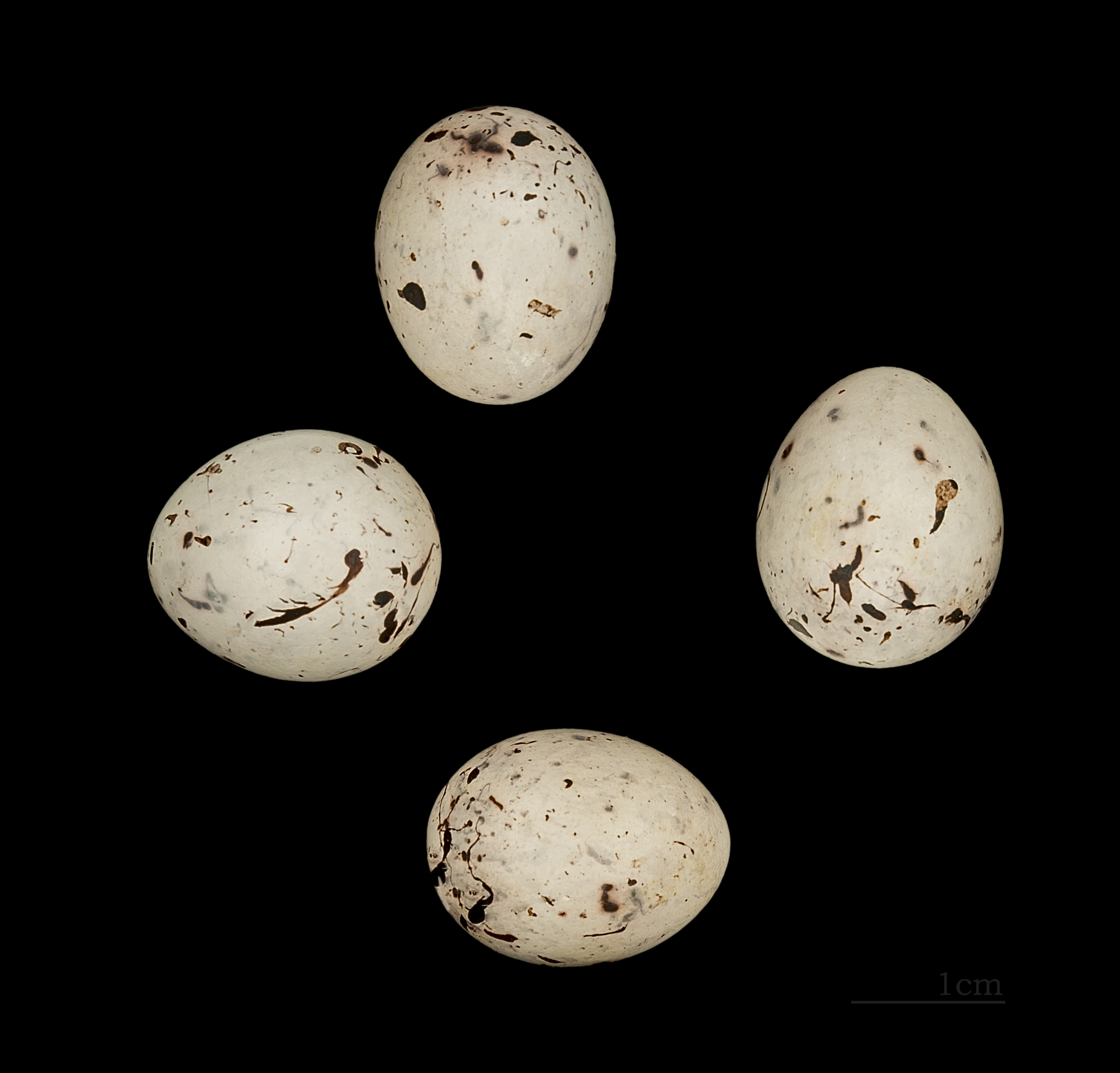
Jaja z kolekcji muzealnej

Ptaki przybywają z zimowisk pod koniec kwietnia lub na początku maja. Sezon lęgowy rozpoczyna się na początku maja. Gniazdo umieszczone jest na ziemi pośród gęstej roślinności; buduje je samica. Przy gnieździe ptaki są bardzo płochliwe. Zniesienie liczy około 5 jaj. Inkubacja trwa 12–14 dni. Młode pozostają w gnieździe przez blisko dwa tygodnie. Ortolan wyprowadza jeden lub dwa lęgi w sezonie. Odlatuje w sierpniu.

## Status i ochrona
W Czerwonej księdze gatunków zagrożonych Międzynarodowej Unii Ochrony Przyrody ortolan nieprzerwanie od 1988 roku uznawany jest za gatunek najmniejszej troski (LC – Least Concern). Liczebność światowej populacji, obliczona w oparciu o szacunki organizacji BirdLife International dla Europy z 2015 roku, mieści się w przedziale 8–18 milionów dorosłych osobników. Globalny trend liczebności populacji uznawany jest za spadkowy ze względu na niszczenie siedlisk.
Na terenie Polski gatunek ten jest objęty ścisłą ochroną gatunkową. W kraju tym występuje 20% populacji ortolanów z całej Unii Europejskiej (stan w 2015). W latach 2013–2018 liczebność populacji lęgowej na terenie kraju szacowano na 176–243 tysięcy par. Trend liczebności jest spadkowy – pomiędzy 2007 a 2018 rokiem odnotowano spadek populacji lęgowej o około 20%. Na Czerwonej liście ptaków Polski został sklasyfikowany jako gatunek narażony (VU).
W starożytnym Rzymie mieszkańcy łapali drobne ptaki, w szczególności potrzosy i ortolany w celach spożywczych. We Włoszech nadal się to robi. Podczas jesiennej migracji w południowo-zachodniej Francji, mimo ochrony wprowadzonej w 1999 roku, rocznie nielegalnie odławia się 15–30 tysięcy ortolanów.